# مكافحة المسيئين في الجامعات السيريلنكية
مكافحة المسيئين هي جماعة طلابية غير سياسية منتشرة في جامعات سريلانكا. ولا يوجد رابط خاص أو شئ يؤخذ بعين الاعتبار يجعل هذه المجموعة معاً سوى معتقداتهم الذاتية فقط لفعل ما هو صحيح. وجهة النظر الرئيسية للطلاب و المحاضرين في المجموعة هو منع الإساءات و التنمر على الطلاب الجدد. كما أنها بمثابة مجموعة واقية للطلاب الجدد في الجامعات.
وعلى الرغم من وجود الكثير من الضغوط السياسية التي تتراكم على المجموعة من قبل بعض الأحزاب السياسية التي تهدف بشكل رئيسي إلى جمع أصوات الطلاب، فإن مكافحة المسيئين أو 'بوجو' أو 'الا' كما يدعون باعتزاز استمروا في عملهم الجيد طوال الوقت. الحكومة الحالية في سريلانكا تعارض أيضًا نظام الإساءات، لذلك نأمل أن يتمكن هاذان الحزبان من إيقاف هذه السمة القبيحة في نظام الجامعة.
وقد اتهمت يوكتي إيكاديرا الجهة المنظمة لحركة التحويل المستقلة بالجامعة التابعة للحكومة السريلانكية اتحاد الطلاب الجامعيين بأنها مسؤولة عن حوادث (الشروع) وغيرها من أعمال العنف في الجامعات السريلانكية، وصرحت أنها سوف تذهب إلى المحكمة للمطالبة بفرض الحظر على اتحاد الطلاب الجامعيين.